# Chaetomium tortuosum
Chaetomium tortuosum är en svampart som beskrevs av Garb. 1936. Chaetomium tortuosum ingår i släktet Chaetomium och familjen Chaetomiaceae.   Inga underarter finns listade i Catalogue of Life.